# N-1 (cohete)
N1 o N-1 (del ruso: Nositel-1 ‘Transporte-1’) fue un cohete diseñado por la Unión Soviética para poner un hombre en la superficie lunar durante la carrera espacial con los Estados Unidos en la década de 1960. El cohete fue diseñado por la oficina de diseño de Serguéi Koroliov, la OKB-1 (actualmente la compañía RKK Energia) y el propio Koroliov dirigió su diseño hasta su muerte en 1966. Posteriormente, Vasily Mishin tomaría el relevo del ingeniero jefe y acabaría la construcción de este cohete gigante, equivalente al Saturno V de la NASA.  
El programa fue cancelado en 1974 tras cuatro lanzamientos fallidos entre 1969 y 1972, y tras haber puesto los estadounidenses doce hombres en la superficie lunar con el programa Apolo. Su sustituto sería el proyecto del cohete Energía en 1976, que si llegó a terminar con éxito. La URSS mantuvo en secreto la existencia de este cohete y del programa lunar N1/L3 hasta su desaparición en 1991.  

## Características técnicas

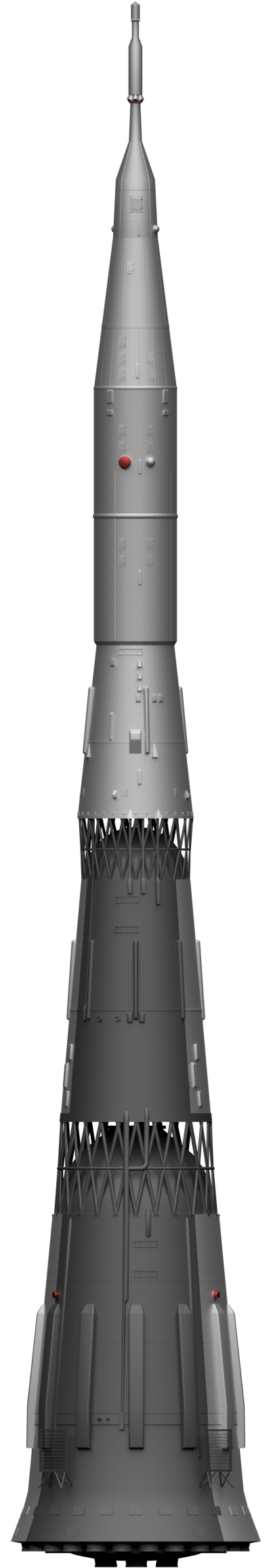
Imagen recreada del cohete N1 L5.

El primer diseño dispondría de tres etapas, capaz de poner en órbita una carga útil de entre 40 y 50 toneladas. Tras ser elegido como lanzador destinado a situar a varios hombres en la superficie lunar, su diseño se modificó para poder elevar una carga de entre 50 y 75 toneladas, después de hasta 92, de 95 y finalmente de 98 toneladas, por lo que se modificó su sistema propulsor, pasando de tres a cuatro etapas más una quinta adosada al módulo lunar para las maniobras de corrección y descenso.
Se fabricaron cinco unidades de este cohete. Las piezas se construían en Samara y eran transportadas por ferrocarril hasta Baikonur, donde se montaba el cohete en el hangar gigante MIK-112. Las unidades se denominaron 3L, 4L, 5L, 6L y 7L (L de liotni, «[ejemplar de] vuelo»), pero la unidad 4L fue modificada para servir de modelo de pruebas y posteriormente sería conocida como M1.

### Etapas
Estaba formado por tres etapas básicas más dos destinadas a la misión lunar. El diámetro de la base era de 17 metros y su altura total de 103 metros incluida la torre de salvamento, similar a la empleada por el Saturno estadounidense.

#### Primera fase
La primera fase, de 28 metros de altura, poseía 30 motores del tipo NK-15 con un empuje total de 4500 kN, alimentados por queroseno y oxígeno líquido.

#### Segunda fase
La segunda fase medía 20 metros de altura y poseía 8 motores NK-43 y la tercera fase 12 metros de altura y 4 motores NK-39.

#### Tercera fase
Estas tres primeras fases, mediante el encendido durante 9 minutos, podían situar en órbita alrededor de la Tierra a su carga útil (la nave lunar de 43 metros de longitud).

#### Vehículo lunar
El vehículo lunar estaba situado dentro de un carenado de 6 metros de diámetro y estaba compuesto por varios bloques: el primero, denominado G, era una etapa propulsora de 7,5 metros de altura equipada con un motor NK-31 que se utilizaría para inyectar todo el conjunto en dirección a la Luna desde la órbita terrestre (tras dar 1 o 2 vueltas a la tierra y encender el motor durante unos 8 minutos hasta alcanzar la velocidad de escape). La nave quedaría entonces en trayectoria de retorno libre, es decir capaz de rodear a la Luna y volver sin necesidad de encender motor alguno, tras lo cual se eyectaría el bloque G.
Durante el vuelo a la Luna, las correcciones serían efectuadas por el bloque D, de 5,5 metros de longitud y situado sobre el anterior. Ambos formaban el denominado LRK.
El motor del bloque D sería empleado asimismo para disminuir la velocidad al llegar a la órbita lunar, situando a la nave en una órbita circular de 119 km de altitud, la cual sería posteriormente disminuida hasta alcanzar sólo los 16.000 metros de altura sobre la superficie lunar. Sobre el bloque D se localizaba el módulo lunar LK denominado bloque Ye, dotado de un compartimiento esférico similar al Soyuz, un motor de descenso-ascenso y un sistema de aterrizaje formado por cuatro patas.

#### Vehículo de regreso
Por último se encontraba el vehículo Soyuz, de 9,5 metros de longitud denominado módulo lunar orbital LOK (Lunova Orbitalny Korably), similar al CSM estadounidense que permanecería en órbita alrededor de la Luna, mientras se efectuaba el alunizaje del módulo L.K. con dos cosmonautas a bordo. La Soyuz poseía tres módulos diferentes: uno de propulsión para maniobrar e iniciar el regreso a la Tierra, una cápsula de descenso en la cual los dos cosmonautas pasarían la mayor parte del tiempo y un módulo de servicio esférico situado en la parte superior de la nave. 
Los lanzamientos que se efectuaron con maquetas de las naves que serían empleadas en el viaje lunar fueron todos un gran fracaso, lo que unido a los innumerables cambios que se iban efectuando en su diseño, hicieron que el programa se alargase siendo superado por los estadounidenses con los vuelos del Apolo.

### Especificaciones técnicas
- Masa al despegue: 2.735.000 kg
- Longitud: 105 m
- Capacidad de carga de los vehículos de prueba: 70 toneladas en órbita baja
- Capacidad de carga de los vehículos de serie (nunca construidos): 95 toneladas en órbita baja
- Empuje al despegue: 4.400.000 kgf
- Diámetro de la primera etapa: 17 m
- Número de etapas: 4 (más el complejo L3)
- Combustible: queroseno especial (RP-1) y oxígeno líquido (LOX)
- Motores primera etapa: 30 NK-15
- Motores segunda etapa: 8 NK-15V (versión del NK-15 para trabajar en vacío)
- Motores tercera etapa: 4 NK-21
- Motores cuarta etapa: 1 NK-19

## Historia

Comparación entre el cohete Saturno V y el N-1.

### Programa lunar soviético
La URSS se convirtió en la primera nación del mundo en poner un satélite en órbita, el Sputnik 1 en 1957. Cuatro años después lanzaría el primer hombre al espacio, Yuri Gagarin. Como resultado, ese mismo año el presidente estadounidense John Kennedy propuso una misión a la Luna para superar a los soviéticos en la incipiente carrera espacial, surgiendo así el programa Apolo. Los soviéticos, que hasta entonces habían tomado la iniciativa en el espacio, no respondieron de forma clara a este desafío, por un lado porque no estaban seguros de que el gobierno de los Estados Unidos lo llevase a cabo, y por otro, por la rivalidad existente entre las diversas oficinas de diseño (OKB) que competían por los distintos proyectos. Los proyectos asignados a estas oficinas de diseño dependían en buena medida de las relaciones de sus jefes con los líderes políticos y militares soviéticos del momento. Debido en gran parte a esta red de intereses contrapuestos, la respuesta inicial soviética fue confusa y tardía.
El proyecto espacial para lanzar una tripulación a la luna por parte de la Unión Soviética comienza con el decreto gubernamental 715-296, promulgado el 23 de junio de 1960 por el gobierno para el desarrollo de «Poderosos Vehículos Lanzadores, Satélites, Naves, y Exploración Espacial en el período 1960-1967».
Contra todo pronóstico, el primer programa lunar aprobado no fue asignado a la oficina de Serguéi Koroliov, artífice de los grandes éxitos del programa espacial soviético, sino a la de Vladímir Cheloméi, gracias a los contactos que éste mantenía con el primer secretario Nikita Jruschov. Aunque las autoridades soviéticas no aprobaron una misión de aterrizaje tipo Apolo, permitieron a Chelomei el desarrollo de un plan más modesto que consistía en rodear la Luna en una trayectoria de retorno libre. Para ello Chelomei debía diseñar la nave LK-1 y el cohete UR-500 (posteriormente conocido como Protón). Se trataba de un plan mucho más modesto que el de la NASA, pero a cambio podía ser llevado a cabo de forma más rápida y barata. Si el programa Apolo llegaba a fructificar, las autoridades propusieron a Koroliov que estudiase el desarrollo del N-1. En principio debía tener una capacidad de carga de unas 75 toneladas en órbita baja, para poder lanzar estaciones espaciales que compitiesen con el programa de estación espacial militar estadounidense MOL.
La luna no era el objetivo original del N-1, su propósito principal era colocar una carga no tripulada de 70 toneladas en una órbita de 200 kilómetros, con destino a Marte.

### El Programa Apolo continúa
En 1962, cuando se comprobó que el programa Apolo seguía adelante y recibía grandes fondos, las autoridades soviéticas aún no habían decidido claramente que oficina u oficinas se encargarían de cada proyecto. Todavía entonces las autoridades tuvieron en cuenta el proyecto de cohete gigante R-56 de Mijaíl Yangel como posible alternativa al N-1, aunque acabaría siendo desestimado.

### Se aprueban los fondos
No sería hasta 1964, con tres años de retraso respecto a los estadounidenses, cuando las autoridades soviéticas aprobaron los fondos necesarios para el desarrollo de los programas lunares. Incluso entonces se decidió continuar el desarrollo de dos programas paralelos:
1. Programa L1 de sobrevuelo de la Luna: otorgado a la oficina de Vladímir Cheloméi, que incluía el desarrollo de la nave LK-1 y el cohete Protón.
2. Programa N1-L3 de alunizaje: otorgado a la oficina de Koroliov, incluía el desarrollo del cohete N-1, la nave Soyuz (ya en desarrollo) y el módulo lunar L-3. Este programa fue denominado N1-L3. Los planes originales contemplaban un primer alunizaje a ser realizado entre los años 1967 y 1968.

### Cae Jruschov
En 1964, el primer secretario Nikita Jruschov es destituido, por lo que Cheloméi pierde su principal apoyo político. Como consecuencia, el programa de sobrevuelo lunar pasa a ser controlado por Koroliov, quien sustituye el proyecto de nave LK-1 por una versión de la Soyuz.

### Fallece Koroliov
En 1966 fallece Koroliov, y se nombra a Vasily Mishin como líder de la OKB-1 (entonces llamada TsKBEM). La pérdida del carismático Ingeniero Jefe hace peligrar la supervivencia del programa N1/L3, ya que Chelomei contraataca y propone su programa UR-700 como alternativa al N-1. El cohete UR-700 debía ser capaz de lanzar más de 100 toneladas en órbita baja, mientras que el N-1 debe ser rediseñado para poder lanzar 95 toneladas, la carga mínima considerada necesaria para poder alcanzar la Luna.

### Lanzamientos

#### Primer intento
Las autoridades soviéticas saben que llegan tarde y es prácticamente imposible ganar a los estadounidenses en este reto de la carrera espacial, especialmente después de la exitosa misión del Apolo 8 alrededor de la Luna en 1968. 
Debido a los retrasos y a la falta de fondos, el primer lanzamiento del N1, el N1 3L, se fue retrasando y no tendría lugar hasta el 21 de febrero de 1969 desde Baikonur. Pocos segundos tras el despegue, el sistema de control de combustible para los 30 motores de la primera etapa llamado KORD, apaga el motor número 12 al detectar un pico de voltaje. Al perder uno de los motores y para mantener el empuje simétrico durante el ascenso, el sistema también apaga el motor número 24. El cohete N1 podía volar con dos pares de motores apagados, sin embargo seis segundos después del despegue, una oscilación violenta (el conocido como efecto pogo) provocada por el consumo del combustible había hecho que se separasen varios componentes del motor 2, provocando una fuga de oxígeno líquido. A los 25 segundos, otras vibraciones hacen que se rompa una tubería del queroseno y que, al entrar en contacto con el oxígeno, comienza a arder. El fuego derrite el aislante de varios cables eléctricos provocando un cortocircuito, y KORD lo reconoce como un problema de presurización en las bombas de combustible y desconecta todos los motores de la primera, segunda y tercera etapa del cohete a los 68,7 segundos del despegue, sin poder ordenar el activado de los motores desde el puesto de control en tierra. Los restos caen a 52 kilómetros de la plataforma de lanzamiento aunque el sistema de escape automático funciona y salva la carga útil, un modelo de pruebas de la Soyuz 7K-L1.
No obstante, la misión N1 3L no fue vista como un fracaso. El primer N1 no había efectuado ninguna prueba de encendido en tierra de todos los motores NK-15 funcionando al unísono, y el que consiguiera ascender y elevarse, fue considerado un primer éxito. Mishin consideraba entonces que si conseguía mantener en marcha el programa y con suficiente financiación, podría poner el primer cosmonauta en la Luna en 1972.

#### Segundo intento
El 3 de julio de 1969 se produce el segundo intento de lanzamiento, N1 5L, a sólo 13 días del despegue del Apolo 11. 
Apenas el cohete inició el arranque y comenzaba a elevarse por encima de la torre de la plataforma de lanzamiento, el sistema KORD aunque modificado, decidió apagar todos los motores menos el número 18. La turbobomba del motor 8 había explotado justo antes del despegue. Esto provocó que se rompieran varias tuberías de combustible y que se iniciara un incendio. Esto hizo a KORD reaccionar y, al detectar velocidades anomarles en las bombas, desconectó los motores 7, 19, 20 y 21, sin embargo se desconoce porqué desconectó el resto y que continuase funcionando el motor 18 hasta el impacto con la plataforma.
Tras el éxito de la misión del Apolo 11, cuando Neil Armstrong y Edwin Aldrin pisaron la Luna por primera vez, las autoridades se plantean cancelar el programa lunar N1-L3, pero aún se decide mantener vivo el complejo y caro programa para desarrollar el cohete N1.

#### Tercer intento

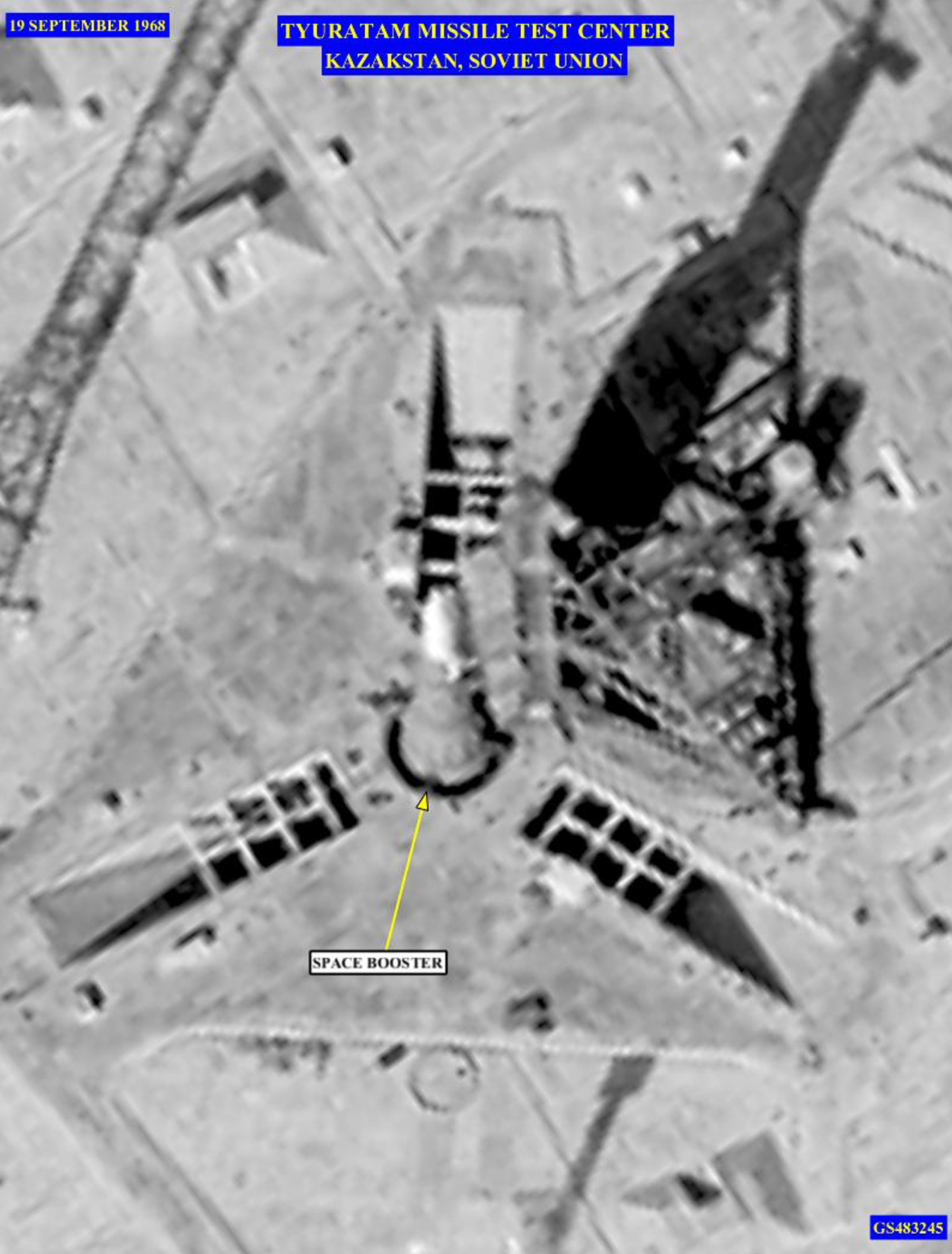
Imagen del satélite espía estadounidense Corona del cohete N1 en el Tyuratam de misiles, KH-8.

El 26 de junio de 1971 el cohete N1 6L, con importantes mejoras, es lanzado y a los pocos segundos, unas turbulencias en el aire provocan un movimiento de alabeo que el sistema de guiado no puede corregir. Los motores de la primera etapa siguieron funcionando sin intervención de tal manera que va aumentando la velocidad de giro y a los 39 segundos, alcanza una velocidad de giro de 40°. Esto provoca que el cochete se parta a los 48 segundos para evitar el sobreesfuerzo por la presión estructural. Durante todo este tiempo los motores de la primera etapa siguieron funcionando porque KORD había sido reprogramado de nuevo  y, cuando lo hizo, apagó inmediatamente los motores de la primera etapa, que cayó a unos siete kilómetros de la plataforma; la segunda y la tercera llegaron hasta los 15. A los 50,2 segundos se pierde totalmente el control de N-1 y los controladores ordenan su destrucción.
En este lanzamiento y el siguiente, el cohete portaba una maqueta a escala real igual en peso y tamaño del complejo L3, compuesto por la nave LOK y el módulo LK.

#### Cuarto intento
El 23 de noviembre de 1972 tiene lugar el último lanzamiento del N-1 (N1 7L). A los 90 segundos del lanzamiento, tal como está programado, se apagan los seis motores centrales de la primera etapa para reducir las fuerzas de aceleración que tiene que soportar el cohete y como parte preliminar de la separación de la segunda etapa para entrar en órbita. El apagado de los motores centrales rompió conducciones de combustible al ser más brusco de lo planificado y provocó una sobrepresión, conocida como golpe de ariete. También el motor 4 explota. La primera etapa empieza a no funcionar bien a los 106,9 segundos y comienza a desmontarse. Dejaron de llegar datos de telemetría a los 110 segundos. El sistema de escape volvió a funcionar de manera exitosa y salvó la carga útil, una Soyuz 7K-LOK y el aterrizador LK.
El plan N1-L3 fue abandonado y Mishin optó por un nuevo tipo de misión llamada L3M, con naves más grandes y un cohete lanzador N1 mejorado, llamado N1F, con motores NK-33 evolucionados de los NK-15 que podían ser probados antes garantizando mayor fiabilidad y menos gastos. Estaba en estudio el lanzador N1M, que utilizaría combustibles criogénicos más seguros y fiables.

### Fin del proyecto
Tras la conquista de la Luna por los astronautas estadounidenses, los cuatro intentos fallidos y la fuerte inversión necesaria, el interés de los gobernantes soviéticos por el programa lunar era escaso. En 1974 debía ser lanzado el N1-8L, con una nave LOK y un módulo lunar LK funcionales, pero el 8L nunca despegaría. En un movimiento inesperado, el gobierno soviético decidió colocar al Valentín Glushkó, el antiguo rival de Koroliov, al frente de la OKB-1 (renombrada como TsKBEM). Glushkó decidió cancelar el programa lunar L3 y el lanzador N1 de forma inmediata e irrevocable el 2 de mayo.  El cohete lunar N1-L8 fue desmantelado, algunas piezas se usaron como grandes depósitos de agua para las viviendas residenciales del Cosmódromo de Baikonur. También ordenó destruir gran parte del material relacionado con el programa, incluyendo los motores de Kuznetsov, así como multitud de planos y toda la documentación relacionada en un intento sistemático de borrar el esfuerzo lunar de Koroliov. En el momento de ser cancelado, la URSS había invertido en el programa lunar N1-L3 3600 millones de rublos de la época, de los cuales 2400 millones se habían destinado al N1.
| Programa N1-L3 y el programa Apolo | Programa N1-L3 y el programa Apolo | Programa N1-L3 y el programa Apolo | Programa N1-L3 y el programa Apolo | Programa N1-L3 y el programa Apolo |
| ---------------------------------- | ---------------------------------- | ---------------------------------- | ---------------------------------- | ---------------------------------- |
| Programas espaciales               | Programas espaciales               |                                    | Presupuestos                       | Presupuestos                       |
| URSS                               | URSS                               |                                    | 7.400                              | 7.400                              |
| NASA                               | NASA                               |                                    | 22.000                             | 22.000                             |
| En millones de dólares.            |                                    |                                    |                                    |                                    |

#### Los escasos recursos económicos
El desarrollo del N-1 se enfrentó a numerosos problemas, el principal era la falta de recursos económicos a diferencia de Estados Unidos. A finales de los años 60 el programa de alunizaje N1-L3 acaparaba solamente el 20% todo el esfuerzo espacial soviético. Al mismo tiempo que el programa lunar, la URSS estaba desarrollando minilanzaderas (Spiral), estaciones espaciales (Almaz), Soyuz militares y toda un conjunto de programas paralelos. En cambio, tan solo el programa Apolo llegó a alcanzar el 60% o 70% del presupuesto de la NASA, de unos 22.000 millones de dólares, mientras que la URSS competía con tan sólo una tercera parte, el equivalente a 7400 millones de dólares para su programa lunar.

#### El desarrollo y uso de decenas de motores

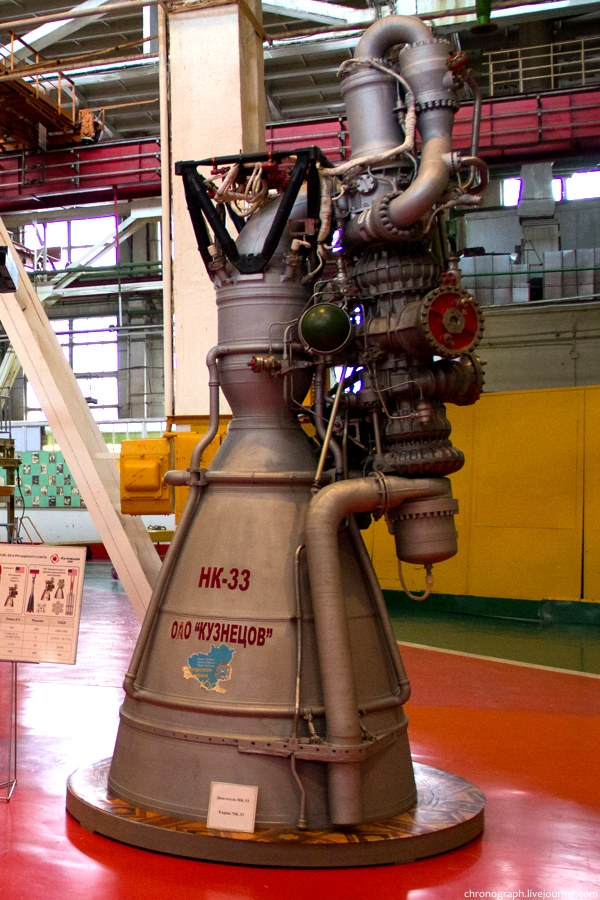
Motor NK-33, una versión evolucionada y reutilizable del NK-15 y a su vez este del NK-9, el primer motor cohete de ciclo cerrado rico en oxígeno de la historia. El mayor problema que tenían era la corrosión del metal en contacto con el oxígeno a altas presiones.

Otro de los más importantes problemas a los que se enfrentó el proyecto tenía que ver con los motores: Koroliov prefería el uso de combustibles criogénicos que requerían una tecnología más compleja pero eran capaces de dar mayor rendimiento y eran más seguros. Koroliov se hizo famoso al poner en órbita con éxito el Sputnik 1 con el misil R-7, de motor criogénico,. Por el contrario, el principal diseñador de motores de cohete soviético Valentín Glushkó era partidario de utilizar combustibles hipergólicos como el del también exitoso misil R-16, con menos rendimiento y tóxicos, pero que podían ser almacenados durante tiempo indefinido y además requerían motores más sencillos. Glushkó prefería además este tipo de combustibles con vistas al diseño de misiles balísticos, ya que en este caso eran preferibles porque estaban disponibles de manera permanente, siendo superiores al R-7 en este sentido. Algo fundamental en un arma estratégica. El desencuentro entre ambos hombres impidió que Koroliov se aprovechase de la amplia experiencia de la oficina de Glushkó. Como resultado, Koroliov se vio obligado a encargar el diseño de los motores a la oficina de Kuznetsov, únicamente con experiencia en motores a reacción de aviación.
Debido a este inconveniente, así como a los pocos fondos de los que disponía, el N-1 tenía en su primera etapa -nada más y nada menos- que 30 motores modelo NK-15 de 154 toneladas de empuje (a partir del NK-9 utilizado en el misil R-9, de 38 toneladas de empuje), frente a los cinco F-1 que tenía su competidor Saturno V, lo que aumentaba la complejidad y los costes del programa soviético. En principio debían haber sido 24 motores, pero se añadieron seis motores para elevar la capacidad de carga hasta las 95 toneladas. Las 75 toneladas iniciales de carga eran insuficientes para poder realizar una misión de ascenso directo, conocida como Lunar Orbit Rendezvous (LOR). El añadir tantos motores a un cohete tan grande, supuso un error, aunque el diseño de los motores eran una obra de ingeniería impresionante para la época. Funcionaban mediante un ciclo cerrado o por etapas, rico en oxígeno que lograba aumentar su eficiencia enormemente. Los 30 motores NK-15 daban un empuje de 4500 kN, pero aún lejos de los 6800 kN de empuje de los impresionantes motores F-1 del Saturn V o del equivalente en potencia, el motor hipergólico RD-270 de Valentín Glushkó, que tenía un empuje de 6710-6270 kN.
De hecho, los motores originales NK-33 fabricados para el programa N1 todavía se han utilizado cuarenta años después en el cohete ruso Soyuz-2-1V y el estadounidense Antares. Los motores NK-33 nunca fueron empleados en los cuatro vuelos fallidos del N1, ya que se usaron motores NK-15 (primera etapa) o NK-15V (segunda etapa, para funcionar en vacío). El control de calidad para los motores NK-15 era simplemente de cada lote de siete motores nuevos, se encendían dos para probarlos y luego estos dos eran desechados porque eran de un solo uso. Por falta de tiempo y dinero, nunca se llegó a realizar una prueba de encendido de todos los motores de la primera etapa y esto fue un enorme problema. Aunque se elaboró un complicado sistema automático, denominado KORD, con el fin de controlar el funcionamiento de los treinta motores NK-15, no tuvo éxito. La versión NK-33 era una versión reutilizable del NK-15 que iban a permitir que se pudieran probar todos los motores antes del despegue ahorrando costes y dando mayor seguridad.

#### Falta de estrategia y dirección unificadas
La falta de una estrategia y dirección unificadas fue un otro gran problema para el esfuerzo lunar soviético y el cohete N1. Junto también a las luchas de poder entre las oficinas de diseño, que disponían de escasos recursos para un proyecto tan complejo. La Unión Soviética no contaba con una institución centralizada como la NASA, pero sí contaba con la VPK desde los años 50, una comisión para coordinar proyectos para el complejo militar-industrial, incluyendo el programa espacial. En 1965, la URSS creó el Ministerio de Maquinaria General (MOM, un nombre falso), conocido realmente como el ministerio del espacio. Estaba coordinado por Serguéi Afanasyev y tuvo cierto éxito en ordenar los esfuerzos. También la Academia de Ciencias de la URSS mediante comisiones especiales creadas por el estado, realizó esfuerzos en el mismo sentido.
Pero el estado soviético no autorizó de forma oficial el programa de alunizaje N1-L3 hasta 1965, tres años más tarde que en Estados Unidos. Incluso entonces continuó financiando además el programa lunar L1 de circunvalación lunar y siguió apoyando a la oficina OKB-52 de Cheloméi con su programa lunar, mientras Estados Unidos tan sólo estaba centrado en el programa Apolo, coordinado por la NASA.  Fue necesaria una resolución expresa del PCUS y del Consejo de Ministros de la URSS en febrero de 1967 para que el N1-L3 fuese finalmente reconocido como el único programa de alunizaje aunque aun así Cheloméi siguió trabajando en el cohete UR-700. El diseño del cohete N1 desde 1963 se modificó hasta finales de los años 70, lo que impidió estabilizar su desarrollo. Además había fallos de diseño, el proyecto inicial se quedaba corto en su capacidad de carga con tan sólo 75 toneladas.

### Un nuevo proyecto
Poco después Glushkó decidiría construir desde cero un cohete aún más potente que el N1 y capaz de transportar el nuevo transbordador espacial en el que estaba interesado el Ministerio de Defensa de la URSS. El nuevo lanzador emplearía hidrógeno y oxígeno líquidos, los combustibles favoritos de Koroliov. El nuevo proyecto sería conocido como el cohete Energía, desarrollado especialmente para crear el transbordador Burán, para competir con el transbordador STS, el proyecto más caro y complejo, creado por el programa espacial de la Unión Soviética.